# Wadsworth (Nevada)
Pour les articles homonymes, voir Wadsworth.
Wadsworth est une ville du comté de Washoe, dans le Nevada.

## Population
En 2000, la villa compte 881 habitants répartis dans 328 foyers et 225 familles. La ville compte 64,81 % d'Amérindiens, 28,94 % de Blancs et 12,03 % de Latinos.

## Histoire
Joe Conforte ouvre une maison close à Wadsworth en 1955 et est arrêté en 1959 ; le procureur du comté de Wahsoe, Bill Raggio, fait brûler le ranch où se trouve la maison close.
Le 8 septembre 1959, une loi de protection des Mustang américains interdit d'utiliser des véhicules à moteur pour chasser les chevaux sauvages. La lobbyiste principale responsable de la loi est Velma Bronn Johnston, de Wadsworth.

## Personnalités notables
- Gwendolyn B. Bennett grandit à Wadworth dans une réserve amérindienne où ses parents sont enseignants.
- Louise Bryant grandit à Wadsworth.